# Chin Shunshin
Chin Shunshin ou Chen Shunchen (陳 舜臣, 18 février 1924) né à Kobe au Japon et mort le 21 janvier 2015 est un romancier, traducteur et critique culturel (de) nippo-taïwanais, surtout connu pour ses fictions historiques et ses romans policiers, dont Première guerre de l'opium, Histoire de la  Chine, Ryukyu Wind.

## Principaux titres
- Roots of Dried Grass (枯草の根)
- House Three Colors - Showa Treasure Mysteries (三色の家), Fusōsha
- The Sapphire Lion Incense Burner (青玉獅子香炉)
- Chinese History (中国の歴史)
- Ryuku Wind (琉球の風)
- Genghis Khan's Family (チンギス・ハーンの一族)
- The Taiping Rebellion (太平天国)

## Prix
- 23e prix des auteurs japonais de romans policiers en 1970 pour 玉嶺よふたたび (Gyokurei yo Futatabi?), 孔雀の道 (Kujaku no Michi?)
- 60e prix Naoki en 1968 pour The Sapphire Lion Incense Burner
- 7e prix Edogawa Ranpo en 1961 pour 枯草の根
- 3e prix Jirō Osaragi en 1976 pour 天の蛇－ニコライ・ネフスキーの生涯 (Ten no hebi Nikorai Nefusuki no shōgai?),